# 上赤坂城の戦い
上赤坂城の戦い（かみあかさかじょうのたたかい）は、鎌倉時代末期、元弘3年/正慶2年2月22日（1333年3月8日）から閏2月1日（3月17日）にかけて起こった包囲戦。元弘の乱の戦いの一つで、乱の主戦である千早城の戦いの前哨戦に当たる。河内国上赤坂城に立てこもる後醍醐天皇勢力の平野将監入道・楠木正季（楠木正成の弟）に対し、鎌倉幕府軍の阿蘇治時・長崎高貞が攻城戦を仕掛けた。後醍醐天皇方はほぼ全滅、守将の平野将監入道ら30人余りが投降したが、幕府方もまた1,800人以上の多大な死傷者（うち死者203人以上）を出し、幕軍内の厭戦感情を増大させた。正季は逃れ、幕府はその捕獲・殺害に失敗した。

## 史料による記述

### 経緯

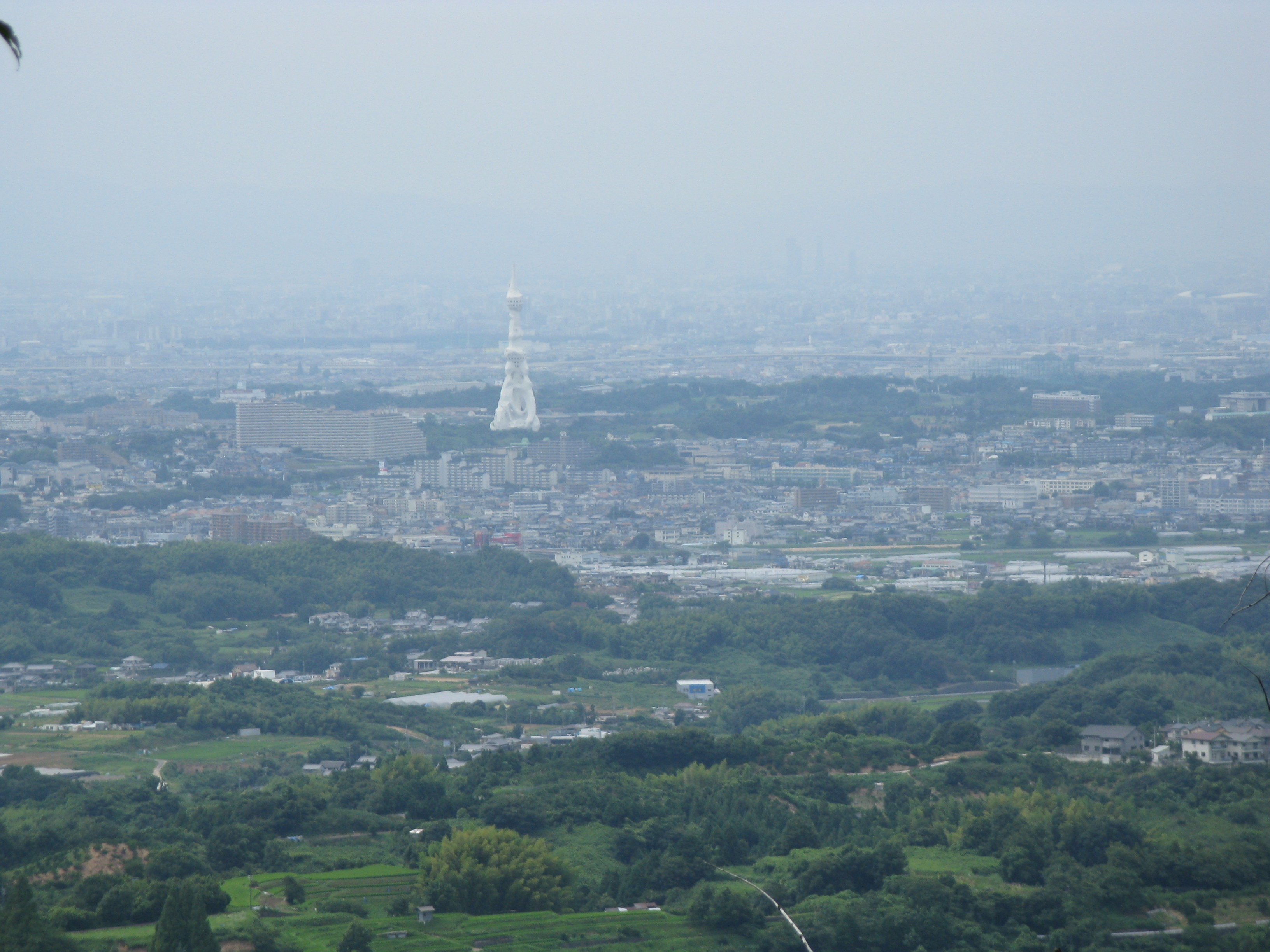
上赤坂城から富田林市を見下ろした風景。一風変わった塔は大平和祈念塔。

鎌倉時代末期の元弘元年（1331年）8月、後醍醐天皇は鎌倉幕府倒幕を計画し笠置山で元弘の乱を起こすが、笠置山の戦いで敗北し、間もなく捕らえられた。後醍醐天皇と前々から内通していた幕府御家人・得宗御内人の悪党楠木正成とその弟楠木正季も、9月上旬から根拠地下赤坂城で孤軍奮闘するが（下赤坂城の戦い）、10月後半、幕府の正規軍4軍からの総攻撃を受け、ついに10月21日に落城。楠木兄弟は生死不明となる。後醍醐天皇は翌元弘2年（1332年）3月、隠岐に流され、元弘の乱は終結したかに見えた。
ところが元弘2年11月中旬もしくは12月初頭、一年以上の沈黙を破って突如姿を現した楠木兄弟は、下赤坂城を12月初頭のうちに攻略して奪還した上に、敵城主湯浅宗藤とその一族まで味方につけてしまった（『楠木合戦注文』）。さらに12月中旬から元弘3年/正慶2年（1333年）1月にかけて、畿内への攻撃を繰り返す（『楠木合戦注文』『道平公記』）。1月19日、天王寺の戦いでは、四天王寺に籠城する六波羅探題の主力の竹井・有賀に対し攻撃を仕掛け、14時間に及ぶ死闘の末、力づくで撃破してしまった（『楠木合戦注文』『道平公記』）。四天王寺はすぐに幕府の猛将宇都宮高綱（後の公綱）に奪い返されるが、赤坂城の偵察に来た高綱の手下を生け捕りにしている（『楠木合戦注文』『道平公記』）。
事態を重く見た幕府は、関東から大軍を差し向ける。一方、楠木正成も、前回落とされた下赤坂城よりも強固な城である上赤坂城を築城していた。正成は天険の要害千早城に待機すると共に、平野将監入道を上赤坂城の主将に選び、弟の正季を副将として守備に当たらせた。
この平野将監入道という人物は、3年前の元徳2年（1330年）9月、悪党数千人を率いて騒乱を起こし六波羅を撃退した名誉の悪党として、畿内にその名を知られる在野の武将である（『東大寺宝珠院文書』）。また、平野は関東申次西園寺公宗の家人（けにん、家臣）で、近衛将監（従六位上相当）の官位も持ち、乱の総大将たる正成の左衛門少尉（正七位上相当）よりも2階級は高位である。平野が、正成の弟を差し置いて、乱の要の一つである上赤坂城の主将に選ばれたのは、正成からの畿内屈指の大悪党への敬意と配慮もあると考えられている。
そして2月22日、ついに戦いの火蓋が切られた。

### 概要

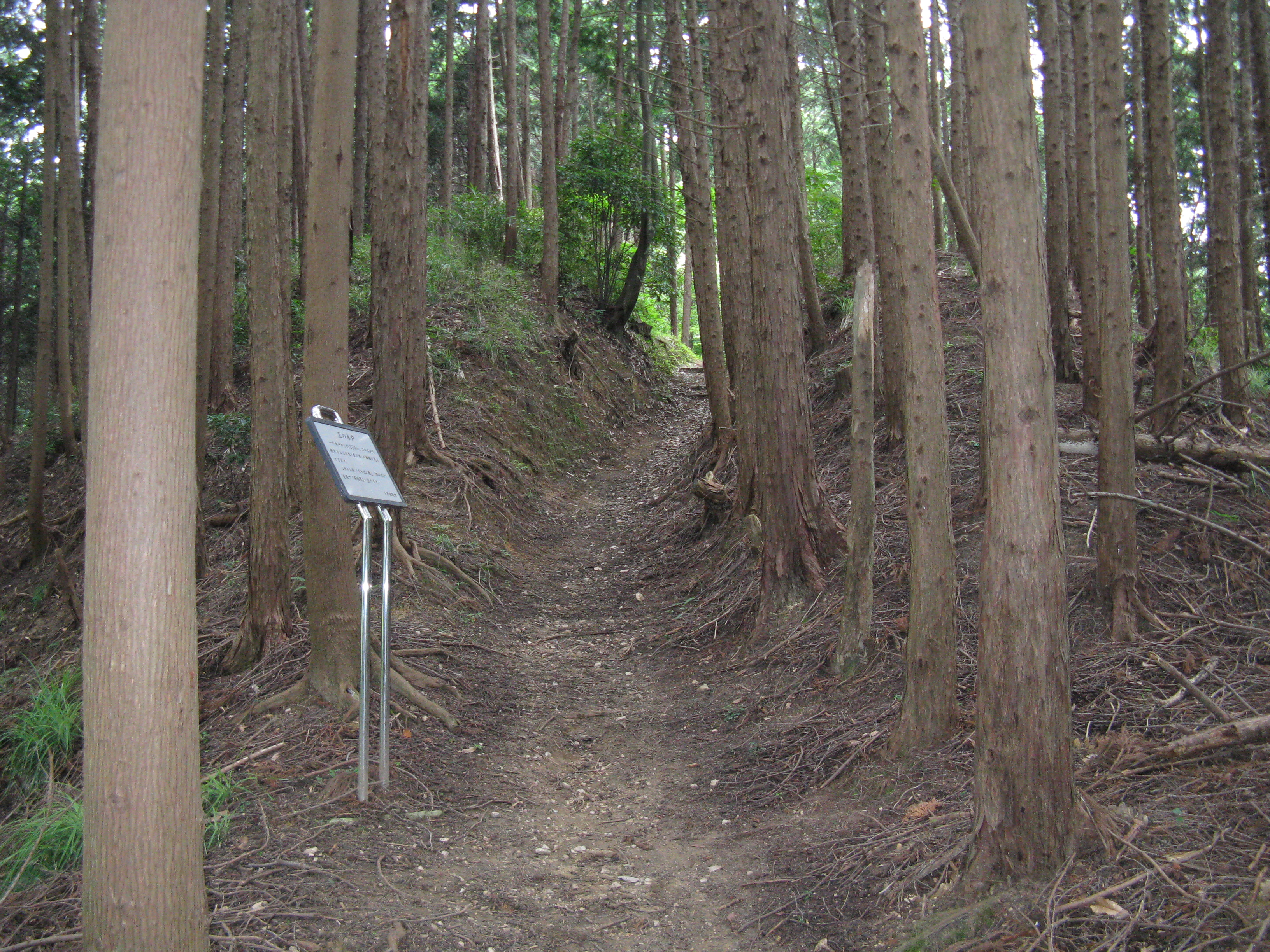
三の城戸。『太平記』には描かれないが、史実ではここを幕府の一番槍の本間又太郎と与三が突破した。

軍記物『太平記』では千早城の「脇」の戦いとして軽く触れられるだけの本戦だが、当時の幕軍は開戦前の当初、こちらを主戦場と見なしており、上赤坂攻めに河内からの大手総大将阿蘇治時を配し、千早・吉野攻めには大和からの搦手大将（副将）大仏高直・紀伊からの搦手大将（副将）名越宗教を配している。平野将監入道を楠木正成と同格の河内悪党の棟梁格と見なしていたのである。
なお、幕府・得宗が楠木正成・護良親王連合軍に対して差し向けた兵数について、新井孝重は25,000程度と概算している（議論の詳細は千早城の戦い#参加人数を参照）。上赤坂城の戦いは正成の千早城の戦い・護良親王の吉野山の戦いと並行して行われているから、きわめて大雑把に1/3強とすると、上赤坂城を攻めた幕軍の数は8,500前後になる。
この時代の戦の兵数は、『太平記』でのあまりにも大袈裟な誇張表現でよく知られているが（千早城の戦いで鎌倉幕府が200万人を動員したなど）、上赤坂城の戦いは『楠木合戦注文』という幕府側の官吏が記した一次史料が残されていることから、正確な死傷者数がおおよそわかる貴重な戦いである。
この間、上赤坂城の戦いと並行して、幕府は27日に千早城への攻撃を開始した。それに合わせて、28日から上赤坂城への攻勢も強め、閏2月1日に落城させた。
投降後の平野将監入道の処遇は不明だが、この後歴史から姿を消すため、『太平記』の記述通り、六波羅探題によって獄門晒し首にされたと考えられる。
一方、正季は上記の不意を突いて逃走した8人に含まれていたと思われ、最後まで逃げ切り、結局幕府は捕獲はおろかその姿を補足することすら出来なかった。

### 善戦の理由

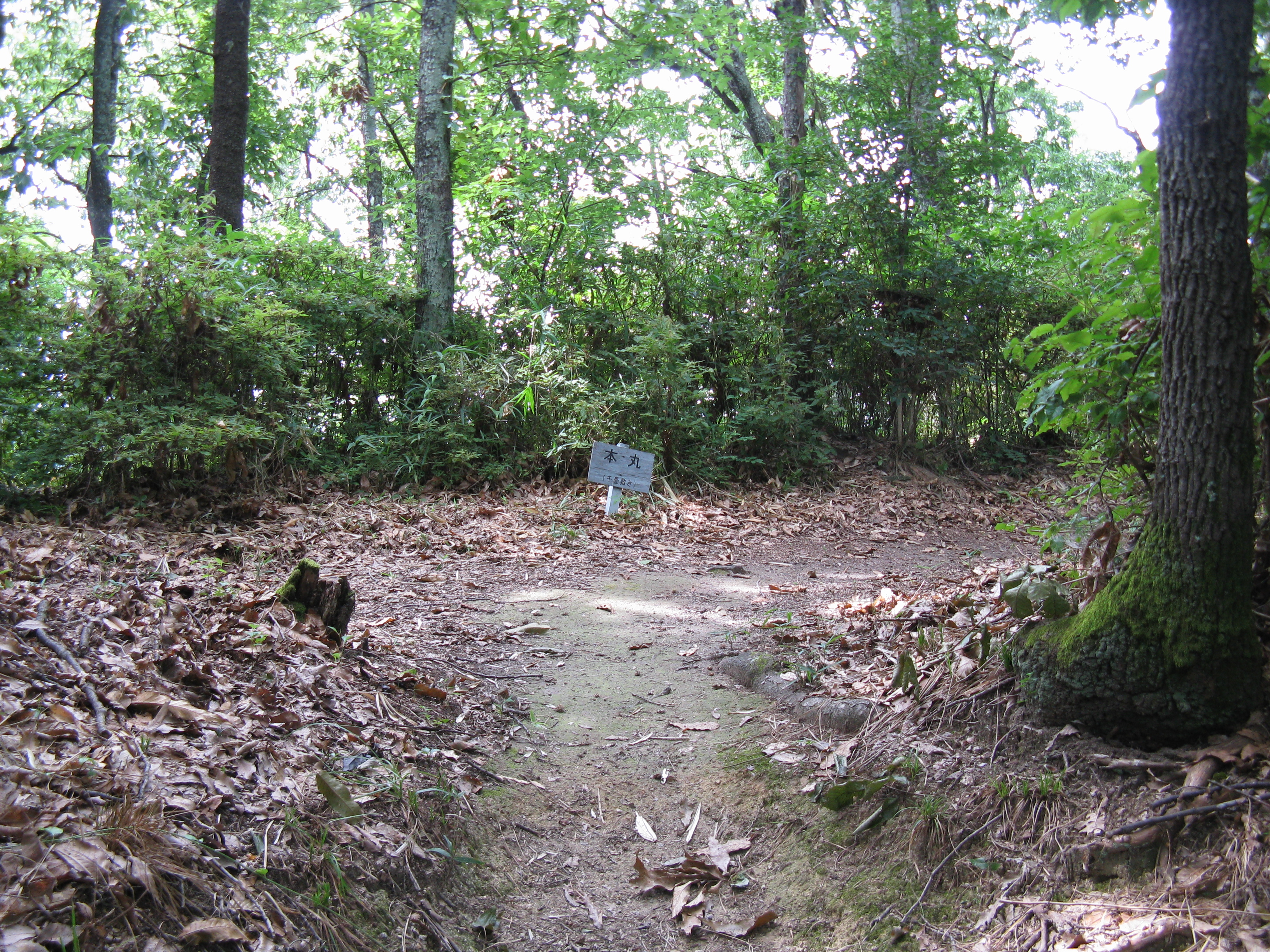
本丸。平野将監入道と楠木正季が指揮を取った。

楠木党は敗北したとはいえ、幕府の正規軍に対し大きな損害を与えることができた。
一次史料の『楠木合戦注文』からわかるのは、鎌倉武士が太刀を用いて戦ったこと、それに対し悪党が弓矢を用いて効果的に戦ったことである。これは、鎌倉末期に生じた武器開発技術の革命を反映している。
古来、武士道を「弓馬の道」と言うように、騎射（弓騎兵）こそが武士の戦の本流だった。ところが、鎬地に棒樋（みぞ）を掘ったり、刀身の重ねを薄くする刀の軽量化技術が開発されると、太刀を長大化することが可能になり、騎射から馬上打物（日本刀による馬上での一撃戦）が武士の主流の戦法となった。
一方、弓矢では複合弓の開発が進み、平安末期には既に弓の背側（弦とは反対側）に苦竹を伏せた外竹弓（とだけゆみ）が作られていたが、その後、腹側にも苦竹を伏せた三枚打弓（さんまいうちゆみ）が開発された。これにより、射程が飛躍的に向上して、馬を買う財力がない歩兵でも、遠方から射ることで、騎兵に対抗できるようになった。弓矢が強力になったのは刀工が増えたこととも関係しており、甲冑を破壊するのには刀工によって打たれた金磁頭という従来より強靭で重い矢尻が用いられた。
とはいえ、歩射だけで騎兵に対抗できる訳ではなく、1332年12月中に楠木正成は野戦では連戦連敗しており、勝率が持ち直したのは翌年1月に入ってからである。しかしそれも作戦のうちであり、畿内の野戦で派手に暴れることによって、味方を増やし籠城用の兵糧を確保すると共に、幕府に大軍を動員させ、騎兵が活躍しにくく弓矢を最大限効果的に使えるように設計された上赤坂城（と千早城）に引きつけることで、多大の損害を与えることに成功した。
また、『太平記』では上赤坂城の戦いと千早城の戦いが連戦であるかのように描かれるが、実際は並行して攻撃が行われており、幕府軍の兵力を分散させることに成功している。
なお、しばしば「幕府は上赤坂城の用水設備を破壊したために勝てた」と言われるが、それは軍記物『太平記』の記述であり、史実としてそのような戦術が実際にあったかどうかは、否定もできないが肯定もできない。

### 影響
幕府軍は勝ちはしたものの、明らかにその勝利に見合う消耗と損害ではなかった。勝っても悪党相手の勝利では、恩賞も名誉もたかが知れているのである。こうした惨状は御家人の間で厭戦感情を起こし、水面下では倒幕側に寝返るという選択肢が開かれつつあった。
中でも本戦で負傷者200名、死者70名もの人的損失を出した白河結城氏の結城親光は、翌3月には既に倒幕を決意していたと見られ、4月下旬には実際に後醍醐天皇側に離反している。親光はのち建武の新政で活躍し、楠木正成・名和長年・千種忠顕と共に、新政を象徴する「三木一草」の一人に数えられるようになる。

## 『太平記』による記述

### 経緯
鎌倉時代末期の元弘元年（1331年）8月、後醍醐天皇は鎌倉幕府倒幕を計画し笠置山で元弘の乱を起こすが、笠置山の戦いで敗北し、間もなく捕らえられた。このとき初めて後醍醐天皇に謁見した土着の豪族楠木正成とその弟楠木正季も、9月11日ごろから根拠地赤坂城で孤軍奮闘するが（赤坂城の戦い）、戦闘当初より幕府30万の総攻撃を受け、ついに数週間後に落城。楠木兄弟は生死不明となる。後醍醐天皇は翌元弘2年（1332年）3月、隠岐に流され、元弘の乱は終結したかに見えた。
ところが元弘2年4月3日、わずか半年の沈黙を破って突如姿を現した楠木兄弟は、赤坂城をたった1日で攻略して奪還した上に、敵城主湯浅宗藤まで味方につけてしまった。その後しばらく、楠木正成は攻撃を仕掛けず待機していた。5月1日、天王寺の戦いでは、四天王寺に攻撃を仕掛ける六波羅探題の主力の隅田・高橋に対し防戦し、鮮やかな策略で撃破してしまった。四天王寺はすぐに幕府の猛将宇都宮公綱に奪い返されるが、一計を案じて戦わずに追い返している。
事態を重く見た幕府は、元弘3年/正慶2年（1333年）初頭、関東から大軍を差し向ける。一方、楠木正成も、前回使用した赤坂城をそのまま用い、設備に増強を施していた。正成と弟の正季は天険の要害千早城に待機すると共に、平野将監入道を赤坂城の主将に選び、守備に当たらせた。
この平野将監入道という人物は、ここにしか登場せず背景も一切語られない、作中では詳細不明の登場人物である。
そして2月2日、ついに戦いの火蓋が切られた。

### 人見恩阿・本間資貞の一番槍

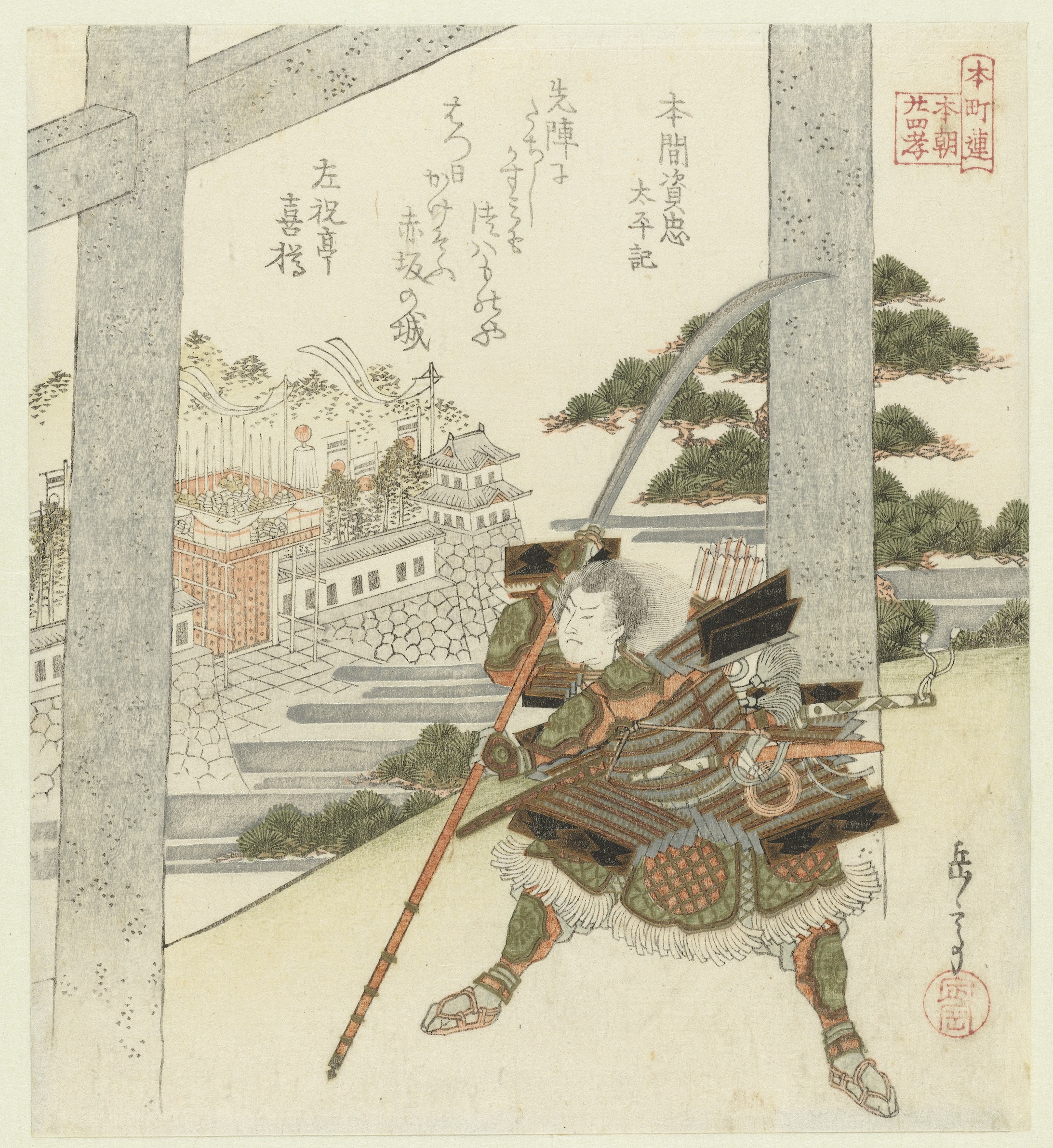
難攻不落の名城上赤坂城を攻める鎌倉幕府の若武者本間資忠。彼の討死は軍記物『太平記』が創作した名場面だが、一次史料にも相当する人物（本間九郎の息子）はいる。

大将阿蘇治時は、戦の前日、明日2月2日正午に開戦すること、また抜け駆けした者は処罰すると通告していた。
開戦の前夜、数え73才（天正本では67才）の老将・人見四郎入道恩阿は、30前後年下の同僚の本間九郎資貞に「ただ朽ち果てて老いで死ぬよりは、抜け駆けして一番槍を取って戦いの中で死にたい」と本音を漏らす。資貞も実は抜け駆けを考えていたので、手柄を独り占めにしようとし、恩阿に向かって馬鹿馬鹿しいと切り捨てた。恩阿は不愉快な顔をして宿舎を出、四天王寺の石の鳥居に何かを書き付けて去った。
結局、恩阿も資貞も抜け駆けをやめず、二人は2日未明に城への道で鉢合わせした。恩阿が「孫ほども年が違う男に出し抜かれるところだったよ」と笑うと、資貞も「この上はもう対立する理由もありません。力を合わせて最期まで戦いましょう」と和解する。二人は古風な名乗りを挙げて城を攻めたが、城中の楠木党は、「やあやあ、あれこそは鎌倉武士様だ。源平合戦の熊谷直実・平山季重を真似しているのだろう。俺たちみたいなあぶれ者に殺されたら大変だ」と無視して全く取り合わなかった。二人がなおも城の入り口を攻めようすると、上から雨のように矢が振ってきたため、鎧に多くの矢が刺さって蓑のようになり、二人は絶命した。
時宗の念仏聖が二人の首級を楠木軍から譲り受け、天王寺に持って帰って、資貞の嫡子、本間源内兵衛資忠に届けた。資忠は何も言わず玉砕しようとしたので、聖は、生き永らえて先祖を供養することこそ最大の親孝行です、と必死になって説得した。聖が説得に成功したと思って場を離れた隙を見計らい、資忠は鎧を着込み、観音に祈りを捧げたあと出陣した。途中、石の鳥居にある恩阿の書付を見て、これこそ後世の物語に残るだろうと思い、右の小指を噛み切り、血で歌一首を書き添えた。
資忠が城中に「冥途の路で父に孝行をしたいから、同じところで討死したい」と願うと、今回は楠木党のあぶれ者たちも感動し、城の入り口を開けた。資忠は一人で五十人余りと戦ったが、衆寡敵せず討死した。人々は、資貞を「無双の弓馬の達者」、資忠を「様（ためし）なき忠孝の勇士」、恩阿を「義を知り命を見る」老戦士だったと讃え、三人の戦死を惜しんだ。
幕軍大将・阿蘇治時は、抜け駆け者が出て討死したと報告を受けたため、急いで出陣すると、四天王寺太子廟の石の鳥居の柱に二首の辞世が書き付けてあった。
彼ら三人の肉体は骨となって地に埋もれたけれども、その名声は青雲九天の上よりもなお高く、柱に刻まれた三十一文字を見るもので涙を流さないものは今に至るまで誰もいない、と『太平記』は結ぶ。

### 用水路を断つ
その後、阿蘇治時は8万余騎の大軍勢で攻めた。しかし赤坂城の三方は崖が高く屏風のようになっていて、南方だけ平地と細い道で続いていたが、そこも深い堀となっており、櫓が道の上に囲むようになっていたので、無理に通ろうとすると矢で射たれて全く進むことができない。死傷者は毎日500人以上を数え、それが13日も続いた。
そこに播磨国の吉川八郎という人物が献策して、「正成はここ一、二年は兵糧の確保に務めていましたから、城内の食が尽きないことに疑問はありません。しかし、火矢を撃っても水で消火されるから、豊富な水の蓄えがあるとは不思議です。おそらく地下に樋（水路）があって南の山から水を引いているのでしょう。人夫を集めて山のふもとを掘らせてみてください」と言ったので、四、五千人の人夫を集めて実行すると、まさにその通りだった。

### 平野将監入道の投降と処刑
楠木党が水を飲めなくなってから12日が経過して力尽き、火矢を消す水もなく櫓もほぼ破壊されたため、兵たちは玉砕しようと城の入り口を開けた。しかし、城主の平野将監入道は、部下たちの鎧にすがって必死に説得を試み、「このように喉が渇いた状態で戦ったとしても、大したことができる訳ではないから、無駄死にだ。しかも、正成の千早城も陥落していないし、天下の趨勢はまだ定まっていない。それよりも投降して生き延び、機会を見計らうべきだ」と訴えた。これには部下たちも説得され、翌日、幕軍との交渉の結果、282人が投降した。
しかし、赤坂城攻め副将の長崎高貞は助命の約束を裏切り、楠木党の投降兵を六波羅探題に引き渡した。六波羅は評議の結果、軍神への祝い事、血祭りとして、投降兵全員を六条河原で打首・獄門にかけて晒し首にした。
これを聞いた千早城の籠城兵ら反幕府軍の者たちは、投降しても命が助かる見込みはない、と覚悟し、かえって獅子のように戦意を高めるのであった。

### 史実と『太平記』の違い
史実との違いとして、まず日付が挙げられる。史実では2月22日に始まって閏2月1日に終わり、計10日間の戦いだが、『太平記』では2月2日に開戦し、終期は不明だが少なくとも25日間以上は戦っている。
また、史実では楠木正成の弟（正季？）も守将として参戦しているが（『楠木合戦注文』『神明鏡』）、『太平記』には登場しない。
史実の人見六郎入道をモデルとした人見四郎入道恩阿と、史実の本間九郎をモデルにした本間九郎資忠の「抜け駆け」が有名だが、これも創作である。歴史的事実としての一番槍は本間又太郎と与三であり、九郎父子はいわば「二番槍」となっている（『楠木合戦注文』）。とはいえ、本間九郎父子はこの戦いで最初に戦死した武将であり、人見入道はその甥と従者と共に計14人が一度に討死しているから、彼らの死が実際の合戦においても上赤坂城の戦いの中での印象的な出来事だったことに間違いはない。
後藤丹治の『太平記の研究』に拠れば、二人の「抜け駆け」は『平家物語』巻9「一二之懸」を下敷きにしているという。また、物語に時宗の僧侶が登場するのは、人見氏が時宗の一乗寺を建立するなど時宗の庇護者だったことも関係があるのではないかと指摘されている。
幕府が用水設備を破壊して勝ったことも、一次史料の『楠木合戦注文』には見られない。